# Tadeusz Żebrowski (pedagog)
Tadeusz Żebrowski (ur. 11 sierpnia 1934 w Krukach) – pedagog, działacz społeczny, regionalista, krajoznawca, propagator zdrowego stylu życia, popularyzator turystyki.

## Życiorys
Pochodzi z rodziny drobnoszlacheckiej (przodkowie herbu Jasieńczyk). Jest synem Franciszka i Anny z Ciachów. Uczęszczał do SP nr 1 im. S. Jachowicza (skończył szkołę w 1950) oraz Liceum Pedagogicznego w Ostrołęce (1954). Ukończył: Studium Nauczycielskie w Olsztynie – geografia (1961), Studium Nauczycielskie w Płocku – wychowanie fizyczne z biologią (1969), seminarium doktoranckie w Mławie w zakresie geografii ekonomicznej (1970), studium podyplomowe w Kaliszu z zarządzania i kierowania oświatą (1972). Tytuł magistra uzyskał w Wyższej Szkole Pedagogicznej w Gdańsku na Wydziale Biologii i Nauk o Ziemi – obecnie Uniwersytet Gdański (1967). Jest kapitanem rezerwy Wojska Polskiego.
Pracował w Szkole Podstawowej w Długiem (1954–1957), w latach 1957–1961 był kierownikiem SP w Wyszlu, którą zorganizował. Wówczas jako ankieter włączył się do prac Towarzystwa Naukowego Płockiego – zbierał materiały gwarowe i historyczne. Następnie pracował na część etatu w SP nr 6 w Ostrołęce oraz jako instruktor metodyczny w Wydziale Oświaty, Wychowania i Kultury (1961–1972), później w tymże wydziale jako podinspektor ds. wychowania fizycznego i sportu (1972–1975), następnie jako starszy wizytator w Kuratorium Oświaty i Wychowania w Ostrołęce (1975–1978) i Gminny Dyrektor Szkół w Rzekuniu (1978–1985). Od 1985 jest na emeryturze.
Był współzałożycielem Ostrołęckiego Towarzystwa Naukowego, Towarzystwa Przyjaciół Ostrołęki, Związku Kurpiów, Kurpiowskiej Organizacji Turystycznej (w której pełnił różne funkcje) i Mazowieckiej Regionalnej Organizacji Turystycznej. Zasiadał w radzie nadzorczej Związku Stowarzyszeń „Kurpsie Razem”. Był członkiem Szkolnego Związku Sportowego, Ligi Ochrony Przyrody, Związku Harcerstwa Polskiego, Związku Młodzieży Wiejskiej, Związku Nauczycielstwa Polskiego, przewodnikiem turystyki krajowej, instruktorem pływania, łucznictwa i jazdy szybkiej na łyżwach, starszym ratownikiem Wodnego Ochotniczego Pogotowia Ratunkowego.
Jest instruktorem przewodnictwa i krajoznawstwa. Jako opiekun bądź pilot był z młodzieżą w 28 krajach Europy oraz w Turcji i Maroku. Jest jednym z wiceprezesów Stowarzyszenia Rozwoju Turystyki i Rekreacji w Ostrołęce. Pracuje jako wolontariusz w licznych organizacjach, m.in. w Towarzystwie Przyjaciół Dzieci, Towarzystwie Przyjaciół Ostrołęki (od lat zasiada w jego władzach), Stowarzyszeniu „Civitas Christiana” (prowadzi Sekcję Kulturalno-Oświatową). W latach 2011–2019 był skarbnikiem Ruchu Stowarzyszeń Regionalnych Rzeczpospolitej Polskiej. Jest wieloletnim redaktorem „Wędrowca Nadnarwiańskiego”. Współpracuje z miesięcznikiem „Civitas Christiana” (dawniej „Nasz Głos”). Wygłasza prelekcje historyczne, np. o Kazimierzu Pułaskim i kard. Stefanie Wyszyńskim. Z okazji 650-lecia Ostrołęki przygotował cykl wykładów w Towarzystwie Przyjaciół Ostrołęki o historii Mazowsza od Bolesława Chrobrego do Siemowita III i jego syna Janusza I Starszego. Otrzymał Certyfikat Gimnazjum nr 1 w Ostrołęce za udział w europejskim projekcie „Baśń o złotej przyszłości Europy”. Jest wyróżnionym członkiem Wspólnoty Polskiej w Pułtusku.
Jest mężem Teresy z Fabisiaków – matematyczki, mają dwoje dzieci: Annę Katarzynę i Marcina Pawła.

## Medale i odznaczenia
- Krzyż Kawalerski Orderu Odrodzenia Polski
- Złoty Krzyż Zasługi
- Brązowy Medal „Zasłużony Kulturze Gloria Artis”
- Srebrny Medal „Opiekun Miejsc Pamięci Narodowej”
- Złota Odznaka „Zasłużony Działacz Kultury”
- Złota Odznaka „Zasłużony Działacz Turystyki”
- Złota Odznaka ZNP
- Medal X-lecia Związku Kurpiów „Za zasługi dla regionu kurpiowskiego”[1]
- Nagroda Prezesa Związku Kurpiów „Kurpik 2014”[9]
- Medal Komisji Edukacji Narodowej[potrzebny przypis]
- Brązowy Medal „Za zasługi dla Ligi Obrony Kraju”[1]
- Brązowa Odznaka Honorowa Katolickiego Stowarzyszenia „Civitas Christiana”[potrzebny przypis]
- Medal Pamiątkowy „Pro Masovia” (2014)[potrzebny przypis]
- Odznaka Pamiątkowa 5 Pułku Ułanów Zasławskich (17 września 2019)[10]
- Medal „W dowód uznania i szacunku z okazji 30-lecia Domu Polonii w Pułtusku” (13 września 2019)[potrzebny przypis]
- Nagroda Prezydenta Miasta Ostrołęki za osiągnięcia w dziedzinie twórczości artystycznej, upowszechniania i ochrony kultury z dziedziny kultury (2023)[11]

## Publikacje (wybór)
- Pierścień kurpiowski, Stowarzyszenie Rozwoju Turystyki i Rekreacji, Ostrołęka 2004, ISBN 83-86122-63-3;
- Kalendarium Imprez Regionalnych Kurpiowszczyzny, oprac. przez Bernarda Kielaka i Tadeusza Żebrowskiego, Stowarzyszenie Rozwoju Turystyki i Rekreacji, Ostrołęka 2005, ISBN 83-86122-76-5;
- Kùùrpischi Hoochziit, Hans Rudolf Lehman, Tadeusz Maksymilian Marzantowicz, Wydawnictwo Edytor, Stowarzyszenie Rozwoju Turystyki i Rekreacji w Ostrołęce. Quellenmateriall von Kurpen gesammelt von Andrzej Bis, Bernard Kielak und Tadeusz Żebrowski, Ostrołęka–Zurich 2007, ISBN 978-83-88412-83-3;
- Szkice z życia i działalności dra Józefa Psarskiego (1868–1953), [w:] W drugim szeregu: bohaterowie walk o niepodległość, red. nauk. Adam Koseski, Tadeusz Skoczek, Jolanta Załęczny, Akademia Humanistyczna im. Aleksandra Gieysztora, Muzeum Niepodległości, Warszawa–Pułtusk 2019, ISBN 978-83-65439-51-2, ISBN 978-83-7549-317-7, ISBN 978-83-7545-930-2, s. 131–136;
- Wpisani w życie Twoje, Stanisławie. Wspomnienia o Stanisławie Pajce, red. nauk. Jerzy Kijowski, Ostrołęckie Towarzystwo Naukowe im. Adama Chętnika, Ostrołęka 2018, ISBN 978-89-62775-37-8;
- Środowisko geograficzno-przyrodnicze powiatu ostrołęckiego, [w:] Dzieje powiatu ostrołęckiego, red. Janusz Gołota, Jerzy Kijowski, Jan Mironczuk, Ostrołęckie Towarzystwo Naukowe im. Adama Chętnika, Ostrołęka 2018, ISBN 978-83-62775-35-4, s. 11–22;
- Rezerwat Leśny Czarnia, [w:] Łączy nas las, Muzeum Kultury Kurpiowskiej, Ostrołęka 2022, ISBN 978-83-953620-9-5, s. 17–20.